# NGC 5448
NGC 5448 est une galaxie spirale intermédiaire située dans la constellation de la Grande OurseSa vitesse par rapport au fond diffus cosmologique est de 2 159 ± 10 km/s, ce qui correspond à une distance de Hubble de 31,8 ± 2,2 Mpc (∼104 millions d'al). NGC 5448 a été découverte par l'astronome germano-britannique William Herschel en 1787. 

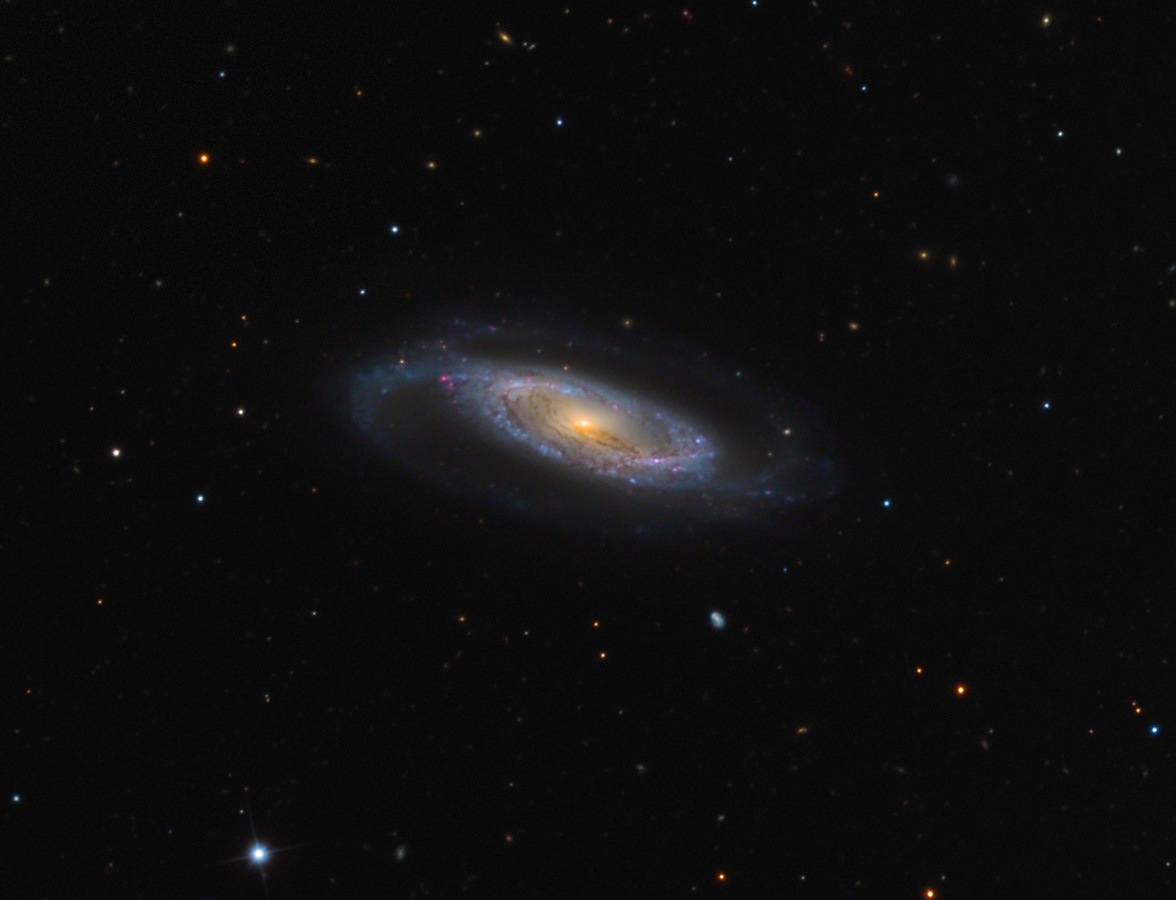
NGC 5448 par Adam Block (Observatoire du mont Lemmon/Université de l'Arizona).

NGC 5448 a été utilisée par Gérard de Vaucouleurs comme une galaxie de type morphologique (R1')SAB(rs)ab dans son atlas des galaxies,.
La classe de luminosité de NGC 5448 est I et elle présente une large raie HI. C'est aussi une galaxie active (AGN). Selon la base de données Simbad, NGC 5448 est une galaxie LINER, c'est-à-dire une galaxie dont le noyau présente un spectre d'émission caractérisé par de larges raies d'atomes faiblement ionisés.
À ce jour, 14 mesures non basées sur le décalage vers le rouge (redshift) donnent une distance de 29,307 ± 8,631 Mpc (∼95,6 millions d'al), ce qui est à l'intérieur des valeurs de la distance de Hubble.

## Trou noir supermassif
Selon une étude basée sur les mesures de luminosité de la bande K de l'infrarouge proche du bulbe de NGC 5448, on obtient une valeur de 107,3 {\displaystyle M_{\odot }} (20 millions de masses solaires) pour le trou noir supermassif qui s'y trouve.

## Groupe de NGC 5448
NGC 5448 est la principale galaxie d'un groupe qui porte son nom. Les autres galaxies du groupe de NGC 5448 sont NGC 5377, NGC 5425, NGC 5480, NGC 5481, NGC 5500, NGC 5520, UGC 9056 et UGC 9083.
Selon Abraham Mahtessian, NGC 5425 et NGC 5448 forment une paire de galaxies.
D'autre part, le relevé astronomique SAGA destiné à la recherche de galaxies satellites en orbite autour d'une autre galaxie a permis de confirmer la présence de deux galaxies satellites pour NGC 5347.